# Sciez
Sciez é uma comuna francesa na região administrativa de Auvérnia-Ródano-Alpes, no departamento da Alta Saboia. Estende-se por uma área de 20.47 km². Em 2010 a comuna tinha 6 330 habitantes (densidade: 309,2 hab./km²).